# 黃埔軍魂
黃埔軍魂（英語：A Teacher of Great Soldiers）是一部於1978年拍攝的中華民國陸軍軍教片，中央電影公司出品，劉家昌導演，鄧育昆編劇，柯俊雄、甄珍、谷名倫、向華強、恬妞、胡茵夢、翁倩玉、周丹薇、柯受良、戴世然、田野等人主演。1979年，本片男主角柯俊雄獲得第16屆金馬獎最佳劇情片男主角奬。但本片實為直接仿拍自1955年由好萊塢著名導演約翰·福特執導，泰隆·鮑華主演的電影《西點軍魂》（The Long Gray Line）。
《黃埔軍魂》影片以一名軍校資深老教官的觀點，敘述一群中華民國陸軍官校新生逐漸成長為獨當一面的軍人的故事。一些臺灣知名的歌曲，如〈黃埔男兒最豪壯〉、〈最敬禮〉、〈慈母頌〉（孫儀作詞、劉家昌作曲）等，都是出於該片。
中華民國軍歌〈黃埔軍魂〉並非出自《黃埔軍魂》電影，此歌創作時間早為1975年，同（孫儀作詞、劉家昌作曲），因為《黃埔軍魂》一片上映相當成功，帶動了此同名曲〈黃埔軍魂〉的流行 ，也和電影的歌曲〈黃埔男兒最豪壯〉的歌名常會被誤傳為〈黃埔軍魂〉而造成混淆。該曲成為國軍軍歌比賽中常指定演唱的愛國歌曲。

## 劇情
1949年中華民國政府撤退臺灣，終於在隔年於高雄鳳山恢復黃埔軍校。學生第七連連長江支森不求名、不求利，篤信嚴師出高徒的他，認真地以「鐵的紀律、愛的教育」訓練學生，上課時對學生嚴格要求，下課後將學生視如子弟。學生們都愛他又怕他。他的妻子繡春亦熱愛他的事業，照顧著他的每個學生，經常請學生到家中作客。為了讓學生無拘束地在他家度週末，他便會獨自離家徜徉在校園裡。
在這一屆的第七連學生之中，原本膽小的劉志良、體能不佳的溫寶山等，都在江支森的教導下自覺鍛煉自己，尤其後來的劉志良更成為了官校的校长。周浩庭得知母親病逝，卻為了組織校慶同樂會的責任，而不能回家送終，在晚會上演唱悼念慈母一曲，聲淚俱下，感動全校師生，後來成為少将，並且不忘母親生前一句「虎父無犬子」的勉勵、而將兒子大年也送到官校學習。
三十多年間，江支森的許多昔日高足都已官拜將軍，而他的官階卻只從中尉升到中校。他雖沒有子女，卻受到學生的敬愛。在他退休離校時，校長帶領全校師生，隆重地列隊為倆夫婦送行。

## 連結
- 開眼電影網上《黃埔軍魂》的資料（繁體中文）
- 香港影庫上《黃埔軍魂》的資料（繁體中文）
- 时光网上《黃埔軍魂》的資料（简体中文）
- 豆瓣电影上《黃埔軍魂》的資料 （简体中文）
- 互联网电影数据库（IMDb）上《黃埔軍魂》的资料（英文）